# Juegos de azar

Los dados son un juego de azar.

Los juegos de azar son juegos en los cuales las posibilidades de ganar o perder no dependen exclusivamente de la habilidad del jugador, sino que interviene también el azar. Son también juegos de apuestas, cuyos premios están determinados por la probabilidad estadística de acertar la combinación elegida; mientras menores sean las probabilidades de obtener la combinación correcta mayor es el premio.
Hay algunos de larga duración y de pocas probabilidades de ganar como la lotería o loto, pero otros fáciles y cortos como los dados.
Existen juegos de azar donde la habilidad del jugador puede influir en el desarrollo del juego, como ocurre en los juegos de naipes como el póquer. No obstante, el resultado del final del juego depende del azar y las cartas que toquen a cada jugador.
Por cierto tiempo, el premio más elevado otorgado por un juego de azar fue dado en Estados Unidos en 1998, cuando 295 millones de dólares fueron repartidos entre trece operarios; pero esta marca fue superada por otro caso en 2012, cuando el ganador obtuvo casi 656 millones de dólares.
Principalmente es útil la destreza del jugador para calcular las posibilidades que se deriven de una o varias acciones, en relación siempre con el azar; además, el jugador debe ser hábil para reducir la probabilidad de resultados desfavorables y aumentar la de los favorables mediante sus acciones. Sin embargo, el componente impredecible que es el azar puede arrebatar la victoria hasta al jugador más experimentado y diestro.

## Orígenes
Los sumerios y asirios utilizaban un hueso extraído del talón de animales denominado astrágalo o talus, que tallaban para que pudieran caer en 4 posiciones distintas. Los juegos con dados se originaron en los tiempos del Imperio romano, aunque no se conoce apenas las reglas con las que jugaban. Uno de estos juegos, denominado hazard, palabra que en inglés significa riesgo o peligro, fue introducido en Europa con la tercera cruzada (mayo de 1189-septiembre de 1192). Las raíces etimológicas del término provienen de la palabra árabe "al-azar", que significa "dado".

## Juegos de azar más populares

### Bingo
El bingo consiste en un bombo con un número determinado de bolas numeradas en su interior (normalmente 75 o 90). Los jugadores juegan con cartones con números aleatorios escritos en ellos, dentro del rango de bolas correspondiente. Un locutor o cantor va sacando bolas del bombo, cantando los números en voz alta. Si un jugador tiene dicho número en su cartón lo tacha, y el juego continua así hasta que alguien consigue marcar todos los números de una línea y el cartón. Cuando un jugador completa el cartón, grita «¡bingo!»; si es el primero que lo hace gana el premio mayor.
La probabilidad de obtener una línea o el cartón entero depende del número de cartones que están interviniendo en el juego, por lo que dependerá del número de personas que estén jugando así como del número de cartones con que cada participante juegue. Como en este juego se sacan número hasta que alguien “canta bingo”, es decir, posee el cartón con todos los números tachados, la probabilidad depende del número de cartones en juego, así como, del control del jugador sobre sus cartones.

### Cara o cruz
Este sencillo juego, también llamado volado, cara o sello, consiste en lanzar sobre una superficie horizontal una moneda al aire y gana el que eligió la cara vista hacia arriba. Comúnmente se dice que al haber solo dos posibles elecciones, la probabilidad de acierto es del 50%.
Aunque con más rigor, según un estudio llevado a cabo por el matemático Persi Diaconis, la verdadera probabilidad es de 51% frente a 49%, siendo la cara que se encuentra boca arriba la que posee una probabilidad mayor de salir.
No obstante, se puede dar un último caso, extremadamente poco probable, que es "de canto" y se produce cuando la moneda no cae ni de cara ni de cruz, se queda, como la misma palabra dice, de canto, sujeta por el borde de la moneda impidiendo que se vea alguna cara superponiéndose a la otra, bien es cierto que esta opción se puede desestimar, ya que tiene validez solo en condiciones perfectas de lanzamiento, con un suelo perfectamente liso, sin viento, ni ningún otro factor irregular, la moneda podría quedar así una vez por cada 6.000 lanzamientos. Aunque por supuesto un suelo irregular puede llegar a facilitar esta opción, como ya se vio en el sorteo de campos del partido de fútbol de la Copa América 2016 disputado entre Colombia y Paraguay, donde se pudo ver la moneda caer de canto.

### Dados
Los sumerios y asirios utilizaban un hueso extraído del talón de animales como ovejas, ciervos o caballos, denominado astrágalo o talus, que tallaban para que pudieran caer en cuatro posiciones distintas, por lo que son considerados como los precursores de los dados.
El juego de los dados consiste en lanzar un objeto de forma poliédrica sobre una superficie horizontal. Los posibles resultados numéricos están marcados en cada una de las caras del poliedro y se eligen tomando, normalmente, el resultado marcado en la cara que queda vista hacia arriba. El dado más convencional cuenta con seis caras por lo que la probabilidad de obtener un número (de los 6) es de 1 entre 6, es decir, 16,67%. En China y la India se jugaban los dedos de la mano a los dados.

### Lotería
Su origen se remonta al siglo XV cuando los comerciantes genoveses idearon este sistema como estrategia de venta, al estar constituidos los premios por mercancías.
En un sorteo de un cupón, la probabilidad de que te toque depende, del número de billetes en juego, así como del número de series. Como ejemplo se pondrá el sorteo extraordinario de Navidad en España, donde se ponen en juego 170 series de 85.000 billetes, de los cuales 13.334 se llevan premio. La probabilidad de que nos toque el premio mayor con un solo cupón es de 1 entre 14 millones y medio (170 series x 85.000 billetes).La cuantía del premio a recibir no solo depende de la probabilidad de acierto, sino también del porcentaje que se devuelva como premio de la cantidad jugada, que suele ser de un 70%

### Quiniela
En cuanto a las quinielas, su acierto depende del número de posibilidades o posibles elecciones. Si hacemos una apuesta sencilla, tenemos que hacer frente a 3 elevado a la 14 de casos posibles, ya que en cada uno de los catorce partidos tenemos tres posibles resultados: 1, X, 2. Por lo tanto, hay que dividir nuestra apuesta (1) entre todas las posibilidades (3 a la 14), con lo que para llevarse el premio hay una probabilidad de 1 entre casi 5 millones. La diferencia con otras formas de apuestas es que aquí, además del azar, existe una mayor probabilidad de acierto, que depende de la diferencia entre los equipos de fútbol en juego.

### Lotería Primitiva o "Lotto"
En este tipo de lotería, se tiene una serie de números, de los cuales una cantidad son los que resultan ganadores. En el caso de que sean 49 y seis los ganadores, la probabilidad que hay de ganar el premio máximo con una apuesta sencilla es de 1 entre 13.983.816, es decir, las posibles combinaciones de 6 números sobre 49 números.

### BlackJack
El blackjack es un juego de cartas en el que el jugador rompe la banca. El objetivo del juego es conseguir una apuesta más alta que la de la banca, acercándose al número 21 pero sin superarlo. Por eso el blackjack también se llama "21". Solo se permite apostar al principio de cada mano y cada jugador comienza con dos cartas, luego decide si pide más o se detiene. Hay un total de 8 diferentes tipologías de blackjack.

### Máquina tragaperras o tragamonedas
Este juego a cambio de una cantidad de dinero se ofrece ocasionalmente un premio. Existen de dos tipos: las máquinas programadas (habituales en salones de juego y bares), en la que, según un programa interno, después de un número de juegos, la máquina ha de devolver una parte del ingreso que se ha realizado (en torno al 70%), y las máquinas de azar (habituales en casinos), en las que dependen exclusivamente del azar. El mayor premio de una tragaperras fue dado en Atlantic City (Estados Unidos) con más de diez millones de dólares, que se habían acumulado como «bote» durante años, y a cambio de participar con tan sólo una moneda de cinco centavos.

### Ruleta
El juego de la ruleta, típico de los casinos, debe su origen al matemático francés Blaise Pascal, de ahí que su nombre viene del término francés roulette, que significa "rueda pequeña". En un principio poseía 36 números (la suma de los primeros 36 números da el número mágico por excelencia: 666) y a finales del siglo XIX, los hermanos Blanc la modificaron añadiéndole un nuevo número, el 0, y la introdujeron inicialmente en el Casino de Montecarlo. Esta ruleta cuenta con una proporción de premios de 36/37, que deja un margen para la casa del 2,7% (en Europa, Ruleta Europea) o el 5,4% (en Estados Unidos, Ruleta Americana) si cuenta con dos ceros. También esta la Francesa– Es una versión muy similar a la ruleta europea. Se diferencia sobre todo en la composición de la mesa.
La ruleta es uno de los juegos de azar más icónicos en casinos físicos y digitales. Su atractivo radica en su simplicidad: los jugadores apuestan a un número, color o grupo de números, y una bola lanzada en una rueda giratoria determina el resultado.